# Mannschaftskader der Top 12 2006/07
Die Liste der Mannschaftskader der Top 12 (Frauen) 2006/07 enthält alle Spielerinnen, die in der französischen Top 12 der Frauen 2006/07 (Schach) mindestens eine Partie gespielt haben mit ihren Einzelergebnissen. 

## Allgemeines
Insgesamt wurden 51 Spielerinnen eingesetzt, wobei fünf Vereine immer die gleichen Spielerinnen aufstellten, während Vandœuvre als einziger Verein insgesamt sechs Spielerinnen einsetzte. Am erfolgreichsten waren Almira Scripcenco, Sophie Milliet und Emilie Marchadour (alle Clichy) mit jeweils 7 Punkten aus 7 Partien. Von den Spielerinnen, die nur die Vorrunde spielten, war Anna Rudolph (Mulhouse) mit 4,5 Punkten aus 5 Partien am erfolgreichsten, je 4 Punkte aus 5 Partien erreichten Stephanie Chauvin (Club de J.E.E.N.), Roza Lallemand (Bischwiller) und Alexandra Holin (Bois-Colombes). Außer Scripcenco, Milliet und Marchadour erreichten auch Antoaneta Stefanowa (Clichy), Rebecca Klipper (Vandœuvre) und Gaelle Auffret (Rennes) 100 %, wobei Stefanowa zwei Partien spielte, Klipper und Auffret je eine.

## Legende
Die nachstehenden Tabellen enthalten folgende Informationen:
- Nr.: Ranglistennummer
- Titel: FIDE-Titel zu Saisonbeginn (Eloliste vom April 2007); GM = Großmeister, IM = Internationaler Meister, FM = FIDE-Meister, WGM = Großmeister der Frauen, WIM = Internationaler Meister der Frauen, WFM = FIDE-Meister der Frauen, CM = Candidate Master, WCM = Candidate Master der Frauen
- Elo: Elo-Zahl zu Saisonbeginn (Eloliste vom April 2007); bei Spielerinnen ohne Elo-Zahl ist die nationale Wertung eingeklammert angegeben
- Nation: Nationalität gemäß Eloliste vom April 2007; BUL = Bulgarien, FRA = Frankreich, GER = Deutschland, HUN = Ungarn, LUX = Luxemburg
- G: Anzahl Gewinnpartien
- R: Anzahl Remispartien
- V: Anzahl Verlustpartien
- Pkt.: Anzahl der erreichten Punkte
- Partien: Anzahl der gespielten Partien

## Club de Clichy-Echecs-92
| Nr. | Titel | Name                | Elo    | Nation | G | R | V | Pkt. | Partien |
| --- | ----- | ------------------- | ------ | ------ | - | - | - | ---- | ------- |
| 1   | IM    | Almira Scripcenco   | 2428   | FRA    | 7 | 0 | 0 | 7    | 7       |
| 2   | WGM   | Sophie Milliet      | 2406   | FRA    | 7 | 0 | 0 | 7    | 7       |
| 3   |       | Emilie Marchadour   | 2126   | FRA    | 7 | 0 | 0 | 7    | 7       |
| 4   |       | Myriam Mandray      | (1300) | FRA    | 2 | 0 | 3 | 2    | 5       |
| 5   | GM    | Antoaneta Stefanowa | 2496   | BUL    | 2 | 0 | 0 | 2    | 2       |

## Club de Vandœuvre-Echecs
| Nr. | Titel | Name               | Elo    | Nation | G | R | V | Pkt. | Partien |
| --- | ----- | ------------------ | ------ | ------ | - | - | - | ---- | ------- |
| 1   | WFM   | Fiona Steil-Antoni | 2018   | LUX    | 4 | 1 | 2 | 4,5  | 7       |
| 2   |       | Laure Zoeller      | (1890) | FRA    | 5 | 0 | 2 | 5    | 7       |
| 3   |       | Flore Clementiaux  | (1630) | FRA    | 4 | 0 | 2 | 4    | 6       |
| 4   |       | Salomé Neuhauser   | 1866   | FRA    | 0 | 1 | 1 | 0,5  | 2       |
| 5   | WIM   | Anna Rudolf        | 2301   | HUN    | 1 | 0 | 1 | 1    | 2       |
| 6   |       | Rebecca Klipper    | 2026   | FRA    | 1 | 0 | 0 | 1    | 1       |

## Club de Mulhouse Philidor
| Nr. | Titel | Name          | Elo  | Nation | G | R | V | Pkt. | Partien |
| --- | ----- | ------------- | ---- | ------ | - | - | - | ---- | ------- |
| 1   |       | Anna Rudolph  | 2202 | GER    | 4 | 1 | 0 | 4,5  | 5       |
| 2   | WIM   | Anne Muller   | 2187 | FRA    | 5 | 1 | 1 | 5,5  | 7       |
| 3   |       | Emma Richard  | 2004 | FRA    | 5 | 1 | 1 | 5,5  | 7       |
| 4   |       | Malika Sidibe | 1833 | FRA    | 5 | 1 | 1 | 5,5  | 7       |
| 5   |       | Marie Weigel  | 1863 | FRA    | 1 | 0 | 1 | 1    | 2       |

## Club de Rennes Paul Bert
| Nr. | Titel | Name            | Elo    | Nation | G | R | V | Pkt. | Partien |
| --- | ----- | --------------- | ------ | ------ | - | - | - | ---- | ------- |
| 1   |       | Clara le Bail   | 1933   | FRA    | 2 | 2 | 3 | 3    | 7       |
| 2   |       | Morgane Ezanno  | 1914   | FRA    | 2 | 0 | 5 | 2    | 7       |
| 3   |       | Ariëlle le Bail | 1855   | FRA    | 2 | 1 | 4 | 2,5  | 7       |
| 4   |       | Berenice Mallet | (1770) | FRA    | 3 | 0 | 3 | 3    | 6       |
| 5   |       | Gaelle Auffret  | (1690) | FRA    | 1 | 0 | 0 | 1    | 1       |

## Club de J.E.E.N.
| Nr. | Titel | Name              | Elo    | Nation | G | R | V | Pkt. | Partien |
| --- | ----- | ----------------- | ------ | ------ | - | - | - | ---- | ------- |
| 1   |       | Aurelia Gatine    | 2043   | FRA    | 2 | 1 | 2 | 2,5  | 5       |
| 2   |       | Mouna Daya        | (2010) | FRA    | 3 | 1 | 1 | 3,5  | 5       |
| 3   |       | Stephanie Chauvin | (1930) | FRA    | 3 | 2 | 0 | 4    | 5       |
| 4   |       | Solene Boudot     | (1230) | FRA    | 1 | 0 | 4 | 1    | 5       |

## Club de Bischwiller
| Nr. | Titel | Name            | Elo    | Nation | G | R | V | Pkt. | Partien |
| --- | ----- | --------------- | ------ | ------ | - | - | - | ---- | ------- |
| 1   | WGM   | Roza Lallemand  | 2222   | FRA    | 4 | 0 | 1 | 4    | 5       |
| 2   |       | Sylvie Genzling | 1914   | FRA    | 3 | 0 | 2 | 3    | 5       |
| 3   |       | Julie Fischer   | (1820) | FRA    | 1 | 0 | 4 | 1    | 5       |
| 4   |       | Claudia Fischer | (1450) | FRA    | 1 | 0 | 4 | 1    | 5       |

## Club de Echiquier Guingampais
| Nr. | Titel | Name                | Elo    | Nation | G | R | V | Pkt. | Partien |
| --- | ----- | ------------------- | ------ | ------ | - | - | - | ---- | ------- |
| 1   |       | Aurelie le Diouron  | 2010   | FRA    | 2 | 1 | 2 | 2,5  | 5       |
| 2   |       | Audrey Cloarec      | 1859   | FRA    | 3 | 0 | 2 | 3    | 5       |
| 3   |       | Anais Josse         | (1630) | FRA    | 1 | 0 | 3 | 1    | 4       |
| 4   |       | Mathilde Josse      | 1745   | FRA    | 2 | 0 | 1 | 2    | 3       |
| 5   |       | Laetitia le Chequer | (1610) | FRA    | 2 | 0 | 1 | 2    | 3       |

## Paris Chess Club
| Nr. | Titel | Name               | Elo    | Nation | G | R | V | Pkt. | Partien |
| --- | ----- | ------------------ | ------ | ------ | - | - | - | ---- | ------- |
| 1   |       | Camilla Kohi       | 1875   | FRA    | 1 | 1 | 3 | 1,5  | 5       |
| 2   |       | Sophie Aflalo      | 1954   | FRA    | 2 | 0 | 3 | 2    | 5       |
| 3   |       | Lucie Rigolot      | 1654   | FRA    | 2 | 0 | 3 | 2    | 5       |
| 4   |       | Karina Boissonnier | (1480) | FRA    | 2 | 1 | 2 | 2,5  | 5       |

## C.E. de Bois-Colombes
| Nr. | Titel | Name              | Elo  | Nation | G | R | V | Pkt. | Partien |
| --- | ----- | ----------------- | ---- | ------ | - | - | - | ---- | ------- |
| 1   | WFM   | Mathilde Choisy   | 2100 | FRA    | 1 | 2 | 2 | 2    | 5       |
| 2   |       | Charlotte Delisle | 1826 | FRA    | 0 | 0 | 5 | 0    | 5       |
| 3   |       | Karine Granjard   | 1703 | FRA    | 2 | 0 | 3 | 2    | 5       |
| 4   |       | Alexandra Holin   | 1563 | FRA    | 3 | 2 | 0 | 4    | 5       |

## Marseille Duchamps
| Nr. | Titel | Name                | Elo    | Nation | G | R | V | Pkt. | Partien |
| --- | ----- | ------------------- | ------ | ------ | - | - | - | ---- | ------- |
| 1   |       | Laura Fernandez     | 1927   | FRA    | 2 | 2 | 1 | 3    | 5       |
| 2   |       | Caroline Gadarinian | 1903   | FRA    | 2 | 1 | 2 | 2,5  | 5       |
| 3   |       | Mathilde Saval      | (1750) | FRA    | 1 | 0 | 4 | 1    | 5       |
| 4   |       | Audessa Aggoune     | (1610) | FRA    | 2 | 1 | 2 | 2,5  | 5       |

## Club de Thomas Bourgneuf Créteil
| Nr. | Titel | Name                | Elo    | Nation | G | R | V | Pkt. | Partien |
| --- | ----- | ------------------- | ------ | ------ | - | - | - | ---- | ------- |
| 1   |       | Cynthia Dourerassou | 1934   | FRA    | 1 | 0 | 4 | 1    | 5       |
| 2   |       | Charlotte Guo       | (1690) | FRA    | 1 | 1 | 3 | 1,5  | 5       |
| 3   |       | Cecile Pouillart    | (1600) | FRA    | 2 | 1 | 2 | 2,5  | 5       |
| 4   |       | Nathalie Pouillart  | (1499) | FRA    | 0 | 0 | 1 | 0    | 1       |
| 5   |       | Sophie Lam          | 2064   | FRA    | 1 | 0 | 3 | 1    | 4       |

## Évry Grand Roque
Anmerkung: Évry Grand Roque ist nicht angetreten.